# Euaugaptilus filigerus
Euaugaptilus filigerus är en kräftdjursart som först beskrevs av Claus 1863.  Euaugaptilus filigerus ingår i släktet Euaugaptilus och familjen Augaptilidae. Inga underarter finns listade i Catalogue of Life.

## Bildgalleri

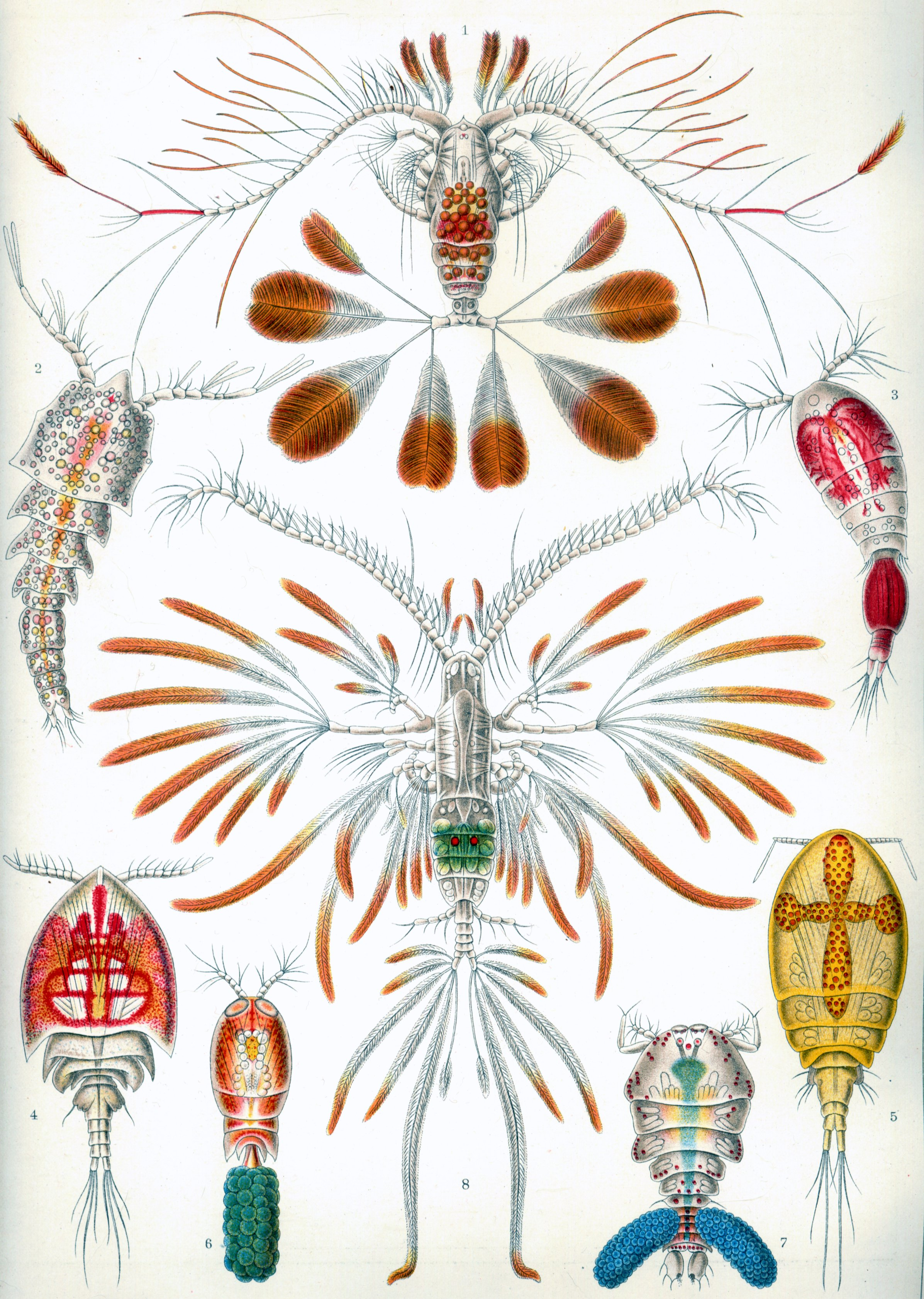